# Cao Tân
Cao Tân là một xã thuộc huyện Pác Nặm, tỉnh Bắc Kạn, Việt Nam.

## Địa lý
Xã Cao Tần có vị trí địa lý:
- Phía bắc giáp xã Cổ Linh
- Phía đông giáp xã Nghiên Loan
- Phía nam giáp huyện Ba Bể
- Phía tây giáp tỉnh Tuyên Quang.

Xã Cao Tân có diện tích 41,19 km², dân số năm 2019 là 4.006 người, mật độ dân số đạt 97 người/km².
Cao Tân có một số dòng suối chảy qua như: Tả Nhì, Bản Cam, Khuổi Ý, Bài Nhàm, Tư Đáng.

## Hành chính
Xã Cao Tân được chia thành các xóm bản: Bản Pjao, Đuông Nưa, Nà Quạng, Bản Bón, Cốc Lải, Phiêng Puốc, Bản Nhàm, Mạ Khao, Nà Slia, Chẻ Pang, Pù Lườn, Nặm Đăm, Nà Lài, Lủng Pạp.